# Giuseppe Ferraioli
Giuseppe Ferraioli (ur. 20 grudnia 1929 w Rzymie, zm. 31 stycznia 2000) – włoski duchowny katolicki, arcybiskup, nuncjusz apostolski.

## Życiorys
8 grudnia 1954 otrzymał święcenia kapłańskie i został inkardynowany do diecezji rzymskiej. W 1957 rozpoczął przygotowanie do służby dyplomatycznej na Papieskiej Akademii Kościelnej.
14 czerwca 1976 został mianowany przez Pawła VI nuncjuszem apostolskim w Ghanie oraz arcybiskupem tytularnym Volturnum. Sakry biskupiej udzielił mu 27 czerwca 1976 kardynał Jean-Marie Villot.
21 lipca 1981 został przeniesiony do nuncjatury apostolskiej w Kenii, będąc jednocześnie akredytowanym na Seszelach.
W 1982 rozpoczął pracę w Sekretariacie Stanu Stolicy Apostolskiej. W 1994 przeszedł na emeryturę.
Zmarł 31 stycznia 2000.